# Rabaul
Rabaul je město v provincii Východní Nová Británie na Nové Británii ve státě Papua Nová Guinea. Rabaul byl hlavním a nejdůležitějším městem provincie až do roku 1994, kdy byl zničen při erupci blízké sopky Tavurvur. Po této erupci se hlavním městem provincie stalo asi 20 km vzdálené Kokopo.

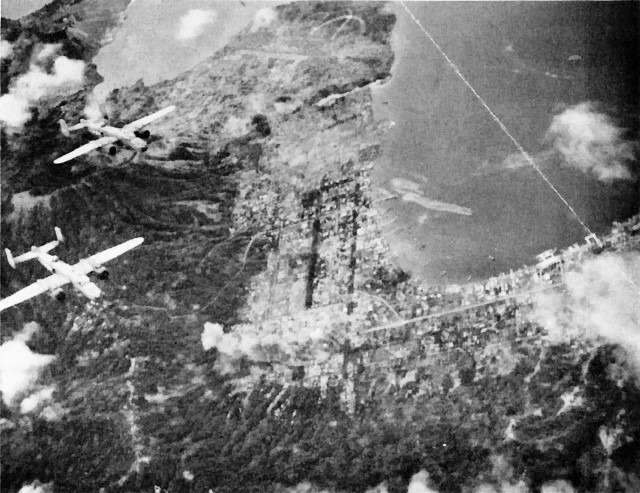
Americké bombardéry B-25 od 42nd Bomb Group při útoku na Rabaul 2. března 1944 během druhé světové války

Rabaul byl během druhé světové války v Tichomoří v roce 1942 obsazen Japonci a stala se z něj nejvýznamnější japonská základna v oblasti. Spojenci při své pozdější ofenzívě tuto základnu obešli a zdejší stotisícovou posádku izolovali od okolí až do konce války.